# サートゥルナーリア祭
サートゥルナーリア祭（Saturnalia）はサートゥルヌス神を祝した古代ローマの祭である。農神祭とも。12月17日から12月23日まで（ローマ暦およびユリウス暦で）を開催期間としていた。
グレゴリオ暦に換算すると、（紀元前は暦が不安定で単純な換算ができないが）後世と同じ形のユリウス暦で遡れる限界である西暦4年から99年までは12月15日開始、100年から199年までは12月16日開始、200年から299年までは12月17日開始となる。

## 祝賀行事

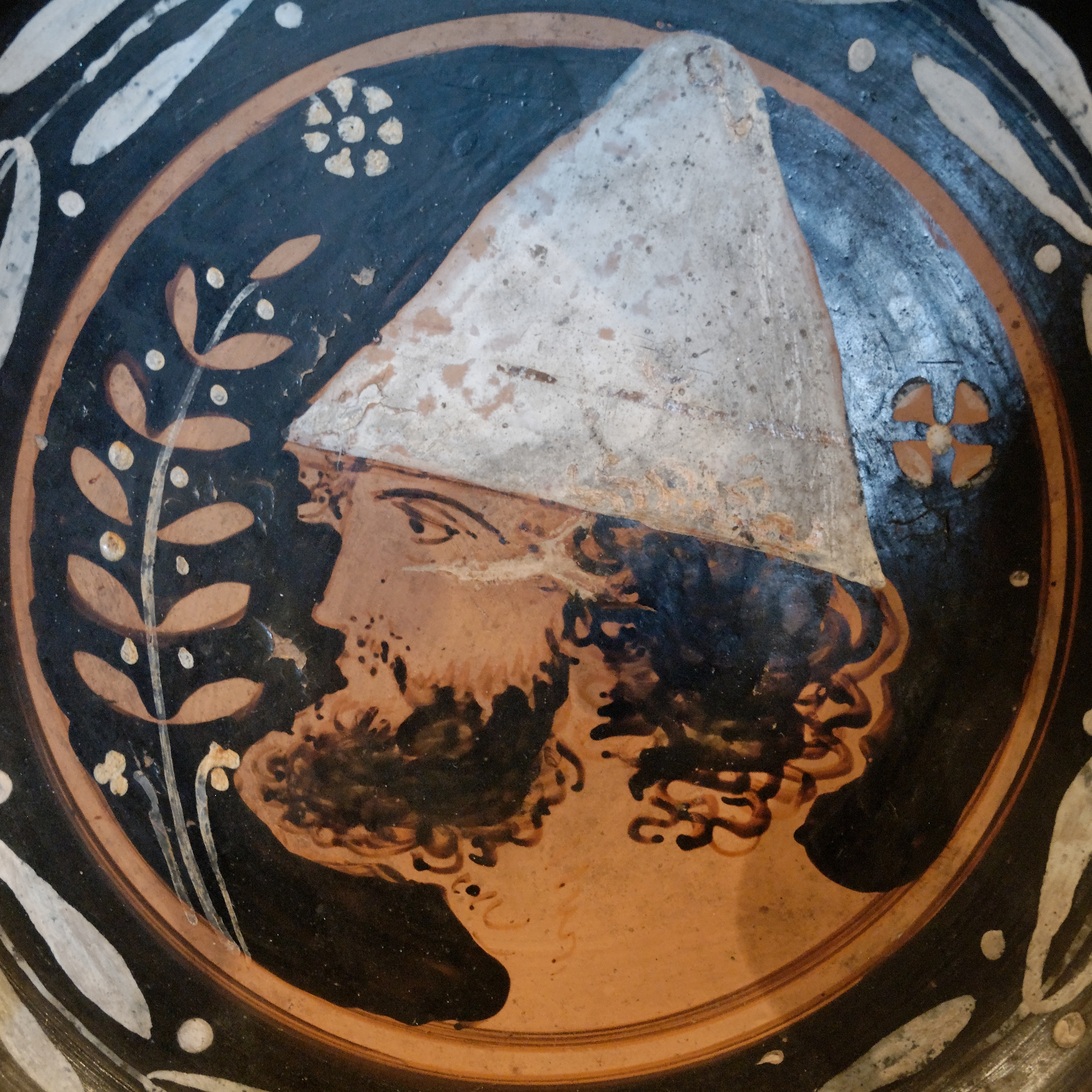
ピレウス帽。プッリャ州より出土した古代ギリシャの赤絵皿。紀元前4世紀。ルーブル美術館所蔵。

サートゥルナーリア祭はローマでも盛大に行われる祭の1つだった。特に馬鹿騒ぎと社会的役割の入れ替えを特徴とし、奴隷とその主人がこの期間だけ表面上役割を入れ替えて振舞った。
サートゥルナーリア祭は紀元前217年ごろ、第二次ポエニ戦争でカルタゴに軍が惨敗した後、市民の士気を高めるために催されたのが始まりである。元々は12月17日の1日だけだったが、非常に好評だったため1週間まで延長され12月23日に終わるようになった。この狂態の期間を短くしようとする努力もなされたが失敗している。アウグストゥスはこれを3日間にしようとし、カリグラは5日間にしようとした。これらの試みは、ローマ市民の間で騒乱と大規模な反乱を引き起こした。
サートゥルナーリア祭では生贄を捧げる古くからの習慣があり、サートゥルヌスの神殿前に生贄を置く長いすを設置し、サートゥルヌス像に普段結ばれていた縄を解き、その年が終わるまでそのままにしておいた。儀式の進行と記録のため、Saturnalicius princeps が選ばれた。公的な儀式の他に、この期間は祝日とされ各家庭でも個別に祝う習慣があった。学校が休みになり、小さなプレゼント (saturnalia et sigillaricia) を作って贈り合い、特別な市 (sigillaria) が開催された。奴隷であってもこの期間だけ公に賭博が許された。もっとも、1年の他の期間に奴隷が賭博行為を全くしていなかったという意味ではない。
サートゥルナーリア祭の期間中は大いに飲み食いし、騒いだ。正装であるトガは着用せず、非公式でカラフルなディナー用の服を着用した。そして、解放奴隷の被るピレウス帽（イリリア、エトルリア、古代ギリシャ、パンノニアおよびその周辺地域で着用されたフェルトキャップ。後に古代ローマでも導入された）を誰もが被った。奴隷は主人に口答えしても罰せられなかった。奴隷も宴会に加わり、宴会の給仕を主人が務めた。ただし、社会的立場の逆転は表面的なものだった。例えば、宴会の給仕は奴隷が務めることも多く、主人の晩餐の準備は奴隷たちが行った。すなわちこれは微妙な境界の中での気ままさだった。つまり、これは社会秩序の破壊ではなく一時的な逆転でしかない。

## 文献
小セネカは紀元50年ごろのサートゥルナーリア祭について次のように記している (Sen. epist. 18,1-2)。
今は12月で、市の大半は大騒ぎだ。手綱を緩めることで大いに浪費がなされる。サートゥルヌスに捧げられた日々が普段の仕事の日々と本当の違いがあるとでもいうように、あちこちから大掛かりな準備の音が聞こえるかもしれない……。あなたがここにいたらなば、私は喜んで我々の計画について議論しただろう。普通にしているのが奇妙なら、トガを脱ぎ捨てて夕食を共にすればよい。
ホラティウスの『風刺詩』II.7（紀元前30年ごろ）では、サートゥルナーリア祭で奴隷と主人が立場を入れ替えたという設定で、主人が自身の情熱の虜となっていることをその奴隷が批判する。マルティアリスのエピグラム第14巻（紀元84年から85年ごろ）にはサートゥルナーリア祭の贈り物に関する一連の詩があり、一部は高価だが一部は非常に安っぽいとしている。例えば、筆記用タブレット、さいころ、羊の骨を使った遊具 (knucklebones)、貯金箱、櫛、つま楊枝、帽子、ハンティングナイフ、斧、各種ランプ、ボール、香料、笛、豚、ソーセージ、オウム、テーブル、カップ、スプーン、衣類、彫像、仮面、本、ペットなどを挙げている。小プリニウスの書簡集 2.17.24（紀元2世紀初めごろ）では、彼が隠居所として使っていたヴィッラの離れの部屋について記している。
…特にサートゥルナーリア祭の間、祝日と祝祭の気ままさでこの家の他の部分は騒がしい。それでも、私は家族の遊びを妨げはしないし、家族も私の仕事や研究を妨げない。
マクロビウスは Saturnalia I.24.23-23 で次のように記している。
一方、ペナーテースに捧げ物をする役目を担い、食料や家事を取り仕切っている奴隷長がやってきて、主人に例年通り奴隷たちがご馳走を食べたことを告げた。というのもこの祭りの古くからの慣習を守っている家では、奴隷たちが主人であるかのように先に晩餐をとり、その後で主人のための夕食が用意されるためである。そこで奴隷長がやってきて、夕食の用意ができたことを告げたのである。
詩人カトゥルスは、サートゥルナーリア祭を最良の日々と記している (Cat. 14.15)。それは祝祭の時であり、友人を訪問する時であり、贈り物（特にロウソク (cerei) や陶製の小像 (sigillaria)）を贈る時だという。
この祝日の意義を把握するにあたり、ローマ帝国における奴隷と後世のヨーロッパやアメリカでの奴隷では、その置かれている状況が全く異なるという点が重要である。家庭内の奴隷は本質的に法的な権利を全く持たなかったが、奴隷個人は人間として尊重されており、後世の奴隷とは異なる。奴隷は家庭の不可欠な一員と見なされており、裕福なローマ人女性は奴隷たちのために様々に世話を焼いた。
「タルムード」と「ミシュナー」(Avodah Zara 8a) には、冬至の8日前に始まる Saturna と呼ばれる異教の祭りについての記述がある。それによるとその祭りが8日間続いた後、Kalenda という祭りがあったという。「タルムード」ではこの祭りをアダムが起源だとしている。アダムは冬至に向かって徐々に日が短くなっていくのを彼に対する処罰だと考えた。彼は世界が創世以前の混沌と空虚へと回帰することを恐れ、8日間座って絶食した。そして再び日が長くなったことに気づき、それが自然のサイクルであると理解した。このため、この8日間を祝うようになった。「タルムード」ではこの祭りが後に異教の祭りに変化したとしている。

## クリスマスとの関係
クリスマスと謝肉祭の起源の一つとの考え方もある。
紀元1世紀ごろの初期のキリスト教徒がイエス・キリストの誕生日を知っていたという歴史的証拠はない。実際、当時のユダヤ人の法律や慣習では、誕生日は全く記録されなかったと見られている。World Book Encyclopedia（第3巻、p416）によれば、初期のキリスト教徒は誕生日を祝う習慣は異教徒のものだと見なしていた。実際イエスが自分の生涯について何らかの記念に類することを命じたのは、死に際してのことだけだった（ルカによる福音書、22:19）。クリスマスに類する祝祭が初めて記録に見られるようになるのは、イエス・キリストの死後数百年後のことである。新しいブリタニカ百科事典では、冬至の後の太陽の復活を祝う古代ローマの習慣に日付を合わせたとしている（ミトラ教）。この祝祭には現代のクリスマスと同様に贈り物をしたりご馳走を食べる習慣があった。